# KK Feni Industries
Maillots
Le KK Feni Industries (en macédonien : КК Фени Индустри) est un club macédonien de basket-ball, basé dans la ville de Kavadarci, en Macédoine.  Le club évolue en First League, soit le plus haut niveau du championnat de Macédoine de basket-ball.

## Palmarès
- Championnat de Macédoine 2008, 2010, 2011
- Finaliste du Championnat de Macédoine 2009, 2012
- Coupe de Macédoine 2008, 2010
- Finaliste de la Coupe de Macédoine 1997, 1998, 2012
- Ligue internationale de basket-ball des Balkans 2011